# 新喀里多尼亞土佐鮃
新喀里多尼亞土佐鮃為輻鰭魚綱鰈形目鰈亞目鮃科的其中一種，為深海魚類，分布於西太平洋新喀里多尼亞西部海域，棲息深度169-325公尺，體長可達18.3公分，棲息在底層水域，以底棲生物為食，生活習性不明。

## 扩展阅读
維基物種上的相關：新喀里多尼亞土佐鮃